# 安迪·沃荷博物館
安迪·沃荷博物館（The Andy Warhol Museum）是位於美國賓西法尼亞州匹茲堡的一座博物館。安迪沃荷博物館是美國規模最大的紀念單一藝術家的博物館。安迪沃荷博物館是四座卡內基博物館之一。建立博物館的計劃開始於1989年10月。